# Lista över fornlämningar i Ljungby kommun (Tutaryd)
Lista över fornlämningar i Ljungby kommun (Tutaryd) är en förteckning av ett urval av de fornlämningar som finns i Tutaryd i Ljungby kommun.
| Namn                       | Lämningstyp                 | Tillkomsttid | Historisk indelning | Plats | Läge                 | ID-nr          | Bild                                      |
| -------------------------- | --------------------------- | ------------ | ------------------- | ----- | -------------------- | -------------- | ----------------------------------------- |
| Tutaryd 21:1               | Gravfält                    |              | Tutaryd, Småland    |       | 56.847953, 14.050364 | 10076200210001 | Ladda upp en bild av detta fornminne      |
| Tutaryd 22:1               | Hällristning                |              | Tutaryd, Småland    |       | 56.844470, 14.048317 | 10076200220001 | Ladda upp en bild av detta fornminne      |
| Lustkullen (Tutaryd 29:1)  | Gravfält                    |              | Tutaryd, Småland    |       | 56.807670, 14.017814 | 10076200290001 | Ladda upp en bild av detta fornminne      |
| Lustkullen (Tutaryd 29:2)  | Runristning                 |              | Tutaryd, Småland    |       | 56.807477, 14.018124 | 10076200290002 | Ladda upp en till bild av detta fornminne |
| Tutaryd 30:1               | Hög                         |              | Tutaryd, Småland    |       | 56.805182, 14.032952 | 10076200300001 | Ladda upp en bild av detta fornminne      |
| Tutaryd 31:1               | Stenkammargrav              |              | Tutaryd, Småland    |       | 56.806785, 14.037402 | 10076200310001 | Ladda upp en bild av detta fornminne      |
| Tutaryd 32:1               | Röse                        |              | Tutaryd, Småland    |       | 56.805508, 14.037613 | 10076200320001 | Ladda upp en bild av detta fornminne      |
| Tutaryd 33:1               | Stensättning                |              | Tutaryd, Småland    |       | 56.805737, 14.038744 | 10076200330001 | Ladda upp en bild av detta fornminne      |
| Tutaryd 36:1               | Hög                         |              | Tutaryd, Småland    |       | 56.843550, 14.051105 | 10076200360001 | Ladda upp en bild av detta fornminne      |
| Tutaryd 36:2               | Hög                         |              | Tutaryd, Småland    |       | 56.843488, 14.050922 | 10076200360002 | Ladda upp en bild av detta fornminne      |
| Tutaryd 41:1               | Grav markerad av sten/block |              | Tutaryd, Småland    |       | 56.846893, 14.049495 | 10076200410001 | Ladda upp en bild av detta fornminne      |
| Tutaryd 49:1               | Stensättning                |              | Tutaryd, Småland    |       | 56.807975, 14.038321 | 10076200490001 | Ladda upp en bild av detta fornminne      |
| Tutaryd 56:1               | Stenkammargrav              |              | Tutaryd, Småland    |       | 56.861850, 14.062192 | 10076200560001 | Ladda upp en bild av detta fornminne      |
| Spökedungen (Tutaryd 58:1) | Gravfält                    |              | Tutaryd, Småland    |       | 56.853318, 14.030684 | 10076200580001 | Ladda upp en bild av detta fornminne      |
| Tutaryd 64:1               | Stensättning                |              | Tutaryd, Småland    |       | 56.850071, 14.054846 | 10076200640001 | Ladda upp en bild av detta fornminne      |
| Tutaryd 81                 | Gravfält                    |              | Tutaryd, Småland    |       | 56.878240, 14.081509 | 12000000037870 | Ladda upp en bild av detta fornminne      |